# Simon III de Montfort
Pour les articles homonymes, voir Simon de Montfort.
Simon III, dit le Chauve, né en 1117 et mort en 1181, fut comte d'Évreux de 1140 à 1181 et seigneur de Montfort l'Amaury de 1137 à 1181.
Il était fils d'Amaury III, seigneur de Montfort et comte d'Évreux, et d'Agnès de Garlande.

## Biographie
Vassaux du roi de France pour Montfort, et du roi d'Angleterre pour Évreux, les Monfort étaient l'enjeu des rivalités entre les deux rois. Amaury III avait tenté de résoudre le problème en léguant Évreux à Amaury IV son fils aîné et Montfort à son fils cadet Simon III, mais la mort d'Amaury au bout de trois ans réunit les deux domaines.
Simon III choisit le roi anglais et lui livre les places fortes de Montfort, Rochefort et Épernon. De ce fait, Louis VII le Jeune, roi de France, « ne put aller et venir librement de Paris à Orléans ou Étampes en raison des Normands établis par le roi Henri dans les châteaux du comte d'Évreux ».
Par la suite, Simon III se réconciliera avec Louis VII le Jeune qui lui donnera la garde du château de Saint-Léger-en-Yvelines.

## Mariages et enfants
Il épouse Mathilde (ou Mahaut) et Amicie de Beaumont-Leicester,,. L'existence d'un Simon supplémentaire entre Simon III le Chauve et Simon IV de Montfort n'est pas admise par tous les historiens.
De son mariage avec Amicie il a :
- Amaury V, comte d'Évreux ;
- Simon IV de Montfort (c.1170-1218), marié à Alix de Montmorency ;
- Guy, seigneur de la Ferté-Alais, marié à Helvis d'Ibelin ;
- Bertrade, mariée à Hugues de Kevelioc, comte de Chester ;
- Perronnelle ;
- Guiburge, qui épouse Guy de Levis.